# FC Versailles
A Football Club de Versailles 78 labdarúgócsapat Franciaországban, Île-de-France régióban, Versailles településen. A hetedosztályban szereplő klub a Francia labdarúgó-szövetség egyik hivatalos akadémiája. Korábban Thierry Henry, Hatem Ben Arfa, Jérôme Rothen és Aurelien Collin is megfordult a csapatban.

## Keret
2022. december 5-i állapot szerint.
| #  |     | Poszt | Név                 |
| -- | --- | ----- | ------------------- |
| 1  | FRA | K     | Dan Delaunay        |
| 2  | FRA | V     | Kévin Pham Ba       |
| 3  | FRA | V     | Pierre-Yves Polomat |
| 4  | NED | KP    | Jeremain Lens       |
| 5  | SEN | V     | Waly Diouf          |
| 6  | FRA | V     | Emeric Dudouit      |
| 7  | FRA | KP    | Melvyn Vieira       |
| 8  | GLP | KP    | Jordan Leborgne     |
| 9  | FRA | CS    | Romain Armand       |
| 10 | FRA | CS    | Kapit Djoco         |
| 11 | FRA | CS    | Yohan Brun          |
| 13 | TGO | V     | Gustave Akueson     |
| 14 | TGO | KP    | Matthieu Dossevi    |
| 16 | MLI | K     | Aly Yirango         |

| #  |     | Poszt | Név               |
| -- | --- | ----- | ----------------- |
| 17 | FRA | KP    | Inza Diarrassouba |
| 18 | FRA | KP    | Grégoire Lefebvre |
| 19 | MAR | CS    | Rachid Alioui     |
| 20 | FRA | KP    | Loïc Damour       |
| 21 | HAI | CS    | Mondy Prunier     |
| 22 | FRA | V     | Thibault Jaques   |
| 23 | FRA | V     | Florian Lapis     |
| 24 | FRA | KP    | Kapokyeng Sylva   |
| 25 | FRA | V     | Salimo Sylla      |
| 26 | FRA | KP    | Fabien Lemoine    |
| 27 | FRA | V     | Pierre Gibaud     |
| 28 | FRA | KP    | Diego Michel      |
| 40 | FRA | K     | Sébastien Renot   |

## Sikerlista
- 1-szeres francia negyedosztály győztes (Championnat National 2): 2021–22
- 1-szeres francia ötödosztály győztes (Championnat National 3): 2019–20
- 2-szeres francia hatodosztály győztes (Régional 1): 1984–85, 2016–17